# Katie Heenan
Katie Heenan (Indianápolis, Estados Unidos, 26 de noviembre de 1985) es una gimnasta artística estadounidense, dos veces medallista de bronce del mundo en 2001 en la prueba de barras asimétricas y en el concurso por equipos.

## Carrera deportiva
En el Mundial celebrado en Gante (Bélgica) en 2001 gana la medalla de bronce en asimétricas, quedando tras la rusa Svetlana Khorkina (oro) y la neerlandesa Renske Endel (plata). Asimismo también consigue la medalla de bronce por equipos, tras Rumania y Rusia, siendo sus compañeras de equipo: Tasha Schwikert, Ashley Miles, Tabitha Yim, Rachel Tidd y Mohini Bhardwaj.